# كريس جارفيس (ممثل)
كريس جارفيس (بالإنجليزية: Chris Jarvis)‏ هو ممثل بريطاني، ولد في 19 مايو 1980 في بول في المملكة المتحدة.

## أعمال

### أفلام
- (2014) الملاذ الأخير

## وصلات خارجية
- كريس جارفيس على موقع IMDb (الإنجليزية)
- كريس جارفيس على موقع ألو سيني (الفرنسية)
- كريس جارفيس على موقع قاعدة بيانات الفيلم (الإنجليزية)